# Lena Küchler-Silberman

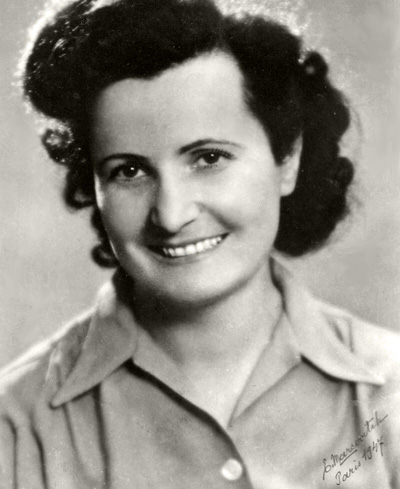
Lena Küchler-Silberman (1947)

Lena Küchler-Silberman (hebräisch לנה קיכלר-זילברמן Lenah Ḳikhler-Zilberman; geboren im Januar 1910 in Wieliczka, Königreich Galizien und Lodomerien, Österreich-Ungarn als Lena Küchler; gestorben am 6. August 1987 in Tel Aviv-Jaffa, Israel) war eine Akteurin des Jüdischen Widerstands gegen den Nationalsozialismus in Polen. Sie rettete zahlreiche jüdische Kinder aus dem Warschauer Ghetto vor dem Holocaust und übernahm nach Kriegsende die Rolle einer ‚Ersatzmutter‘ für mehr als 100 Waisen. Ihre Geschichte beschrieb sie in mehreren Büchern, die später auch zur Grundlage eines Films wurden.

## Jugend und Ausbildung
Lena Küchler wuchs in der polnischen Kleinstadt Wieliczka nahe Krakau auf. Ihr Vater war Elja Küchler, ihre Mutter hieß mit Geburtsnamen Sara Brenner. Lena besuchte zunächst die Jüdische Volks- und Mittelschule und anschließend das Hebräische Gymnasium in Krakau.
Nach ihrem Schulabschluss studierte Küchler Philosophie, Psychologie und Pädagogik an der Jagiellonen-Universität Krakau. Sie schloss ihr Studium mit dem Magister artium ab und arbeitete anschließend als Lehrerin an einer jüdischen Schule in Bielsko. Parallel dazu war sie an der dortigen Hochschule in der Lehrerausbildung tätig.

## Im Holocaust
Über Küchlers erste Ehe ist nur wenig bekannt. Nach dem deutschen Überfall auf Polen im Jahr 1939 floh ihr Ehemann Alfred vor den Nationalsozialisten nach Lwiw in Ostpolen (heute Ukraine). Lenas Mutter war kurz vor dem Krieg gestorben, weshalb Küchler zunächst zu ihrem Vater nach Wieliczka reiste. Wenig später folgte sie ihrem Mann nach Lwiw, wo ihre gemeinsame Tochter Mira geboren wurde. Mira starb noch im Säuglingsalter, woraufhin Küchler nach Wieliczka zurückkehrte.
Als die deutschen Besatzer begannen, die jüdische Bevölkerung von Wieliczka ins Vernichtungslager Belzec zu deportieren, floh Lena Küchler nach Warschau. Erst später erfuhr sie, dass ihr Vater von der Gestapo bei einer Razzia erschossen worden war, während er krank im Bett lag.
Im Warschauer Ghetto wurde Lena Küchler wie fast alle Jüdinnen und Juden dazu verpflichtet, Zwangsarbeit in einer Fabrik zu leisten. Schließlich entschied sie sich, mit gefälschten Papieren in den Untergrund zu gehen. Sie schloss sich dem geheimen jüdischen Widerstand an und rettete unter Lebensgefahr zahlreiche Kinder aus dem Ghetto – entweder um sie vor der Deportation zu bewahren oder weil ihre Eltern ermordet worden waren. Das Ghetto war voller hungriger und verwahrloster Kinder, die bettelnd durch die Straßen irrten.

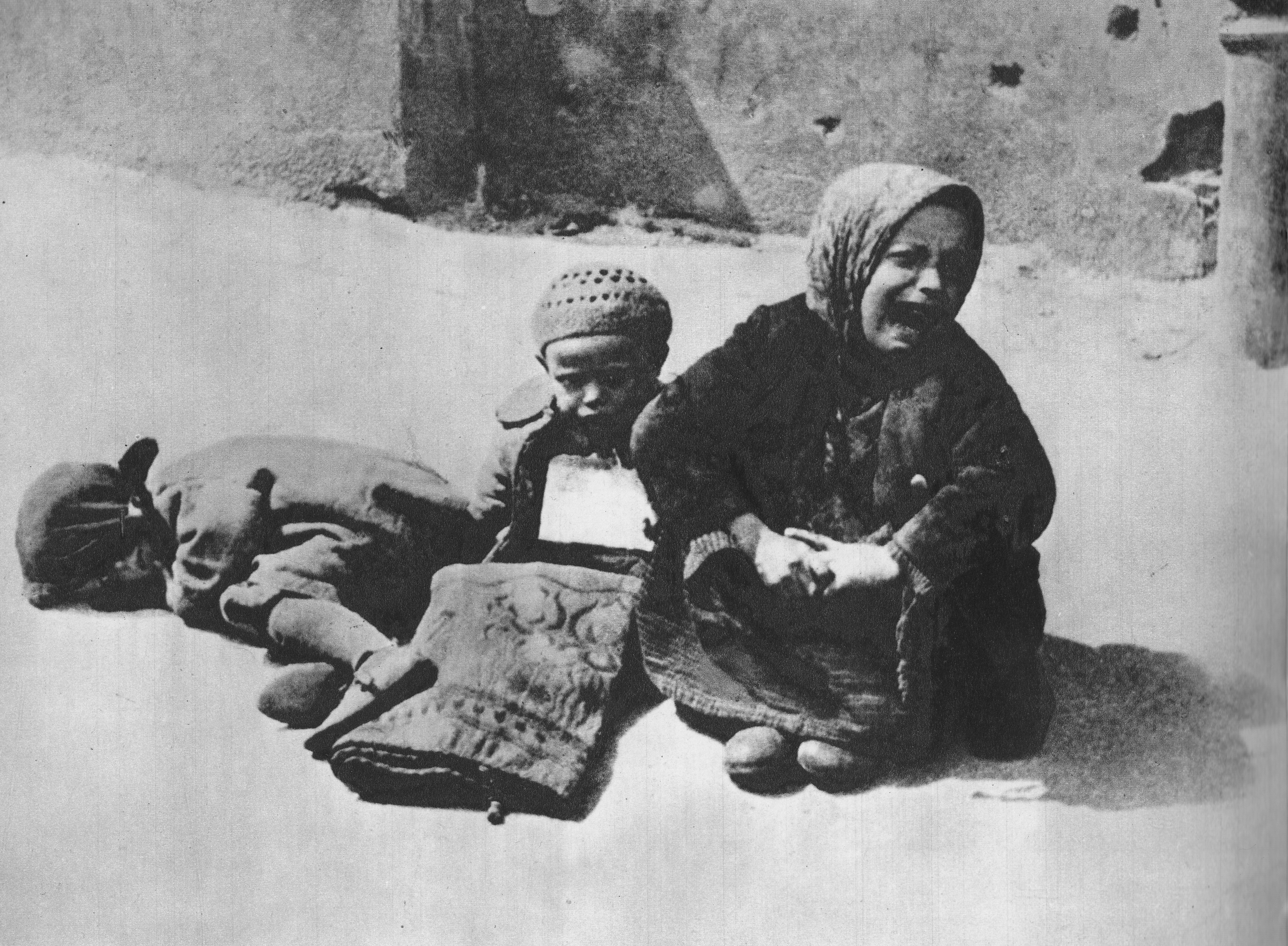
Heimatlose Kinder im Warschauer Ghetto (1941)

Küchler brachte die Kinder unter anderen Namen in christlichen Klöstern oder bei wohlgesinnten polnischen Familien unter. In ihren Berichten schilderte sie eindrückliche Szenen: Einmal fand sie ein Baby auf der Leiche seiner Mutter liegend. Sie versteckte es unter ihrem Mantel und übergab es einem Kloster auf der „arischen“ Seite Warschaus.
Während ihrer Tätigkeit im Untergrund entging Küchler mehrmals nur knapp einer Verhaftung durch die SS. Schließlich wurde ihre falsche Identität bei einer Kontrolle enttarnt, doch sie konnte in letzter Minute fliehen und fand Zuflucht im Dorf Janówek in Ostpolen. Dort arbeitete sie bis zur Befreiung 1945, als christliche Polin getarnt, als Kindermädchen für die Familie eines Grafen.

## Nach dem Krieg
Im Frühjahr 1945 besuchte Küchler das Krakauer Büro des Jüdischen Komitees und traf dort auf zahlreiche Kinder, die ihre Angehörigen verloren hatten oder von ihnen getrennt worden waren. Sie trat dem Komitee bei und half bei der Gründung eines Heims für jüdische Waisen in Rabka, das zunächst etwa 120 Kindern Zuflucht bot. In ihren Memoiren schilderte sie, wie schwierig es war, Kontakt zu den traumatisierten Kindern aufzunehmen:

Ich wurde mit allen Kindern allein gelassen. Es waren etwa 50, vielleicht auch mehr. Wie konnte man sie zählen? Sie rannten wie die Verrückten durch den Raum, schubsten und schlugen sich und zogen sich an den Haaren, und wenn sie sich wehgetan hatten, flüchteten sie in die Ecken, um sich zu verstecken. [...] In einer Ecke lagen ein paar schmutzige Decken ausgebreitet; die Kinder verkrochen sich unter den Decken und versteckten sich, so wie sie sich vor der Selektion im Lager in Lumpenhaufen verborgen hatten. [...]
Jetzt umringten mich die Kinder mit ausgestreckten Armen und hungrigen Augen und riefen: „Essen! Gib mir Suppe!“ Ein kleines Mädchen kratzte mich am Knie, zerrte und zog an meinem Kleid und rief: „Gib mir Suppe!“ [...] Ich drehte mich zu den Kindern um und sagte: „Kommt zu mir, Kinder! Lasst uns einen Kreis bilden und spielen.“ Aber kein einziges Kind hielt meine Hand. [...] Es hatte keinen Sinn, mit diesen Kindern spielen zu wollen. Sie waren nur hungrig.

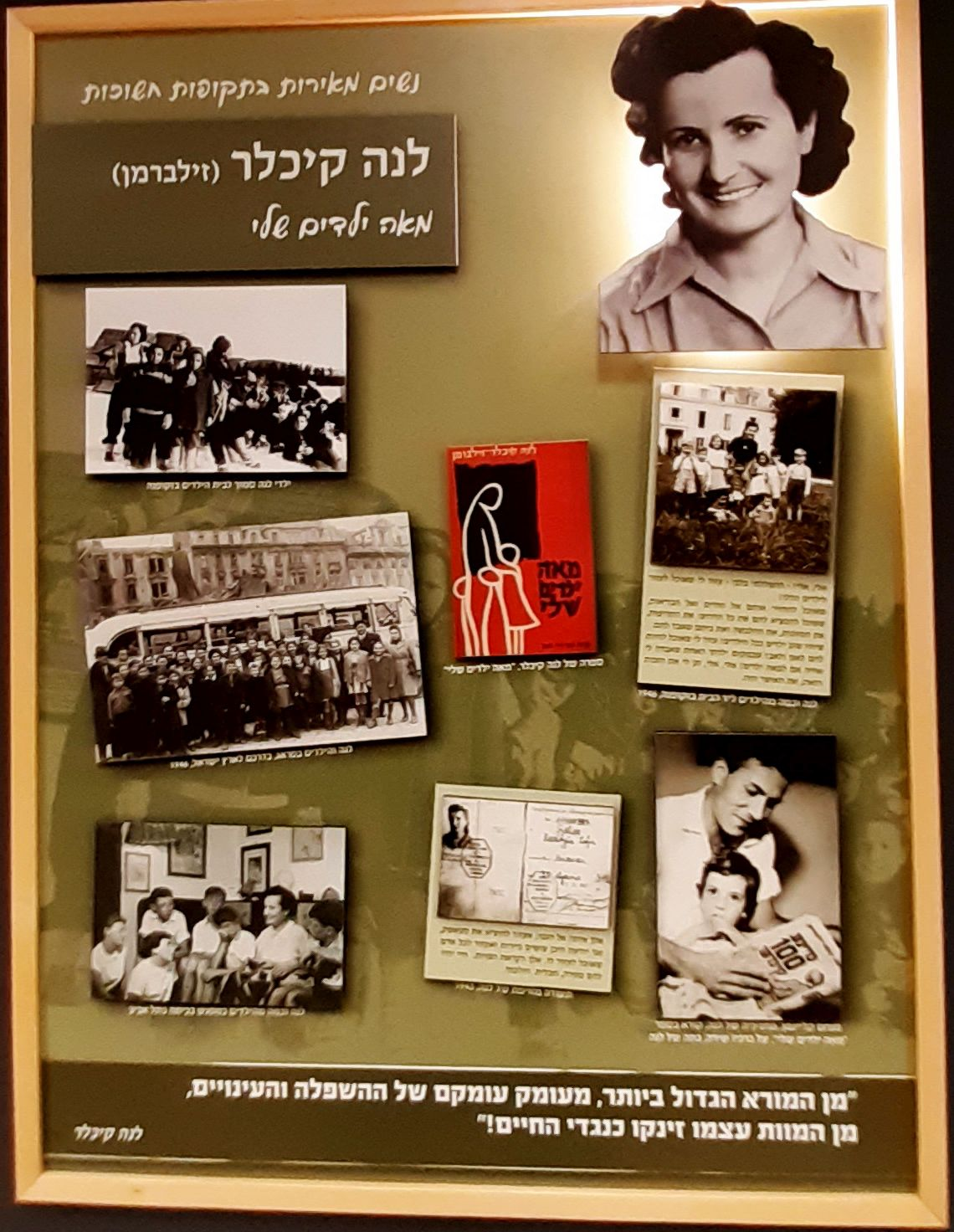
Haus des Gedenkens in Nir Galim, Israel

Kurz nach der Gründung im August 1945 wurde das Heim aus antisemitischen Motiven von der christlichen Nachbarschaft attackiert. Die Angreifer beschimpften, bedrohten und schlugen die Kinder, warfen Handgranaten in die Fenster und legten sogar Feuer. Aufgrund dieser zunehmenden Gewalt sah sich Küchler gezwungen, das Heim nach Zakopane zu verlegen, doch auch dort waren die Kinder ähnlichen Angriffen ausgesetzt. Küchler organisierte einen bewaffneten Wachdienst für das Heim, konnte aber nicht verhindern, dass sie selbst überfallen wurde:
Dann gab es einen Angriff auf mich. Nur wissen wir nicht genau, was es war, ob es politisch war oder ein Raubüberfall, denn einmal, als ich um sechs Uhr abends nach Hause kam, war ich nicht einmal in der Nähe meines Hauses. Es hatte bereits begonnen, dunkel zu werden. Zwei Personen mit einem Revolver überfielen mich und raubten mich aus. Dann nahmen sie mir mehrere tausend Zloty ab und schlugen mich schwer. Ich hatte Prellungen am ganzen Körper und war verletzt. Sie fesselten mich, warfen mich auf den Boden und schlugen mich. Zu dieser Zeit hatte ich keine Waffe.
Nach dem Überfall entschied Lena Küchler sich schließlich zur Flucht aus Polen: Mit 60 Kindern und zehn Betreuungspersonen reiste die Gruppe über Prag nach Frankreich, wo sie drei Jahre blieb. Für wenige Kinder hatten Küchler zuvor überlebende Familienangehörige ausfindig machen können, die die Kleinen aufnahmen. Kurz bevor sie Zakopane verließ, ließ sie sich aus unbekannten Gründen von ihrem Mann Alfred scheiden.
Im April 1949 wanderte Lena Küchler mit etwa 40 verbliebenen Waisenkindern nach Israel aus. Die Kinder und ihre Betreuer kamen im Kibbuz Kvuzat Shiller unter, während Küchler weiterreiste und sich in Tel Aviv niederließ. Dort heiratete sie ihren zweiten Mann, Mordechai Silberman, und brachte mit 47 Jahren ihre gemeinsame Tochter Schira zur Welt.
In Tel Aviv setzte sie ihr Studium fort und spezialisierte sich auf Kinder- und Entwicklungspsychologie. Nach ihrer Promotion lehrte sie Psychologie und Pädagogik an der Universität Tel Aviv. Mit einigen der von ihr betreuten Kinder blieb sie zeitlebens in engem Kontakt.

## Tod und Vermächtnis

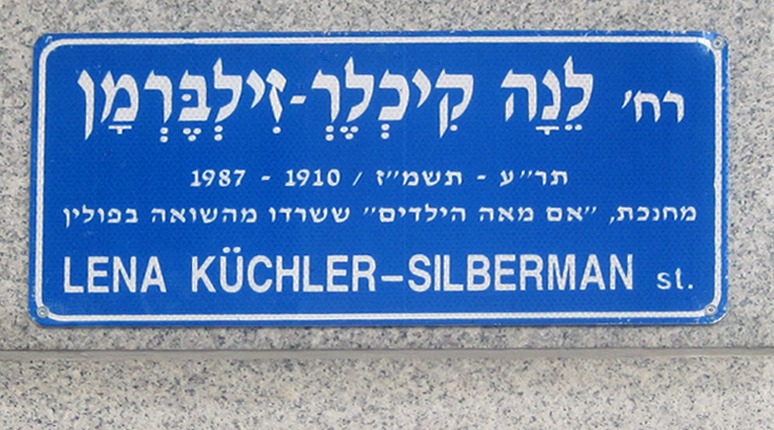
Straßenschild in Israel für Küchler-Silberman

Lena Küchler-Silberman starb 1987 in Tel Aviv-Jaffa.
Ihr Andenken wird durch eine Straße sowie eine Gedenkstätte in Israel geehrt. Zudem wurde ihre Geschichte im Fernsehfilm Lena: My 100 Children verarbeitet, der 1987 auf NBC ausgestrahlt wurde.
Von fast einer Million jüdischer Kinder, die es 1939 in Polen gab, überlebten nur etwa fünftausend.

## Schriften
Lena Küchler-Silberman schrieb fünf Bücher, von denen einige in zehn Sprachen veröffentlicht wurden:
- My Children (Yiddish: Mayne Kinder), als Manuskript 1948 in Paris veröffentlicht.
- One Hundred Children (Hebräisch: Meah Yeladim Sheli; Deutsch: Hundert Kinder. Ein polnischer Exodus), Erstauflage 1959 durch Yad Vashem und Kiryat Sefer.[13][14] Englische Neuauflage 2021 durch Hassell Street Press, ISBN 978-1015022539.
- We Accuse (Wir klagen an, Hebräisch: Anu Ma‘ashimim), Sifriat Poalim 1961.
- The Hundred coming home (100 kommen heim; Hebräisch: Ha – Meah la – Gvulotam), Schocken 1969[15][1]
- My Mother's House (Das Haus meiner Mutter; Hebräisch: Beit Imi), Schocken 1985.[16]